# Années 1990 en mode
Dans les années 1990, la mode change profondément, laissant les tendances des années 1980 disparaître. Mouvement majeur au tout début des années 1990, l'Antifashion apparaît alors comme un rejet du matérialisme des années 1980, avec ses « modernistes », « minimalistes » appelés à durer, ou « conceptuels » déjà instaurés lors de la précédente décennie. Ce mouvement aux multiples courants variés engendre le grunge dès le début de la décennie. L'« authenticité », émanant de l'écologie ou inspiré de modes ethniques, s'installe de façon durable ; elle entraînera une éphémère tendance « bohème » à l'aube de l'an 2000.
À l'opposé, les maisons italiennes dynamisent la mode en introduisant des styles sophistiqués et colorés, et également la sexualité comme inspiration majeure de leur image. Leur succès durera toute cette période. En parallèle, le sportswear, apparu bien avant avec l'usage des vêtements de sport par la rue, est toujours présent avec des créations plus sophistiquées. Les créateurs voguent pour la plupart à travers ces tendances, passant de l'une à l'autre au cours des années, de telle sorte qu'il est impossible de retenir un unique nom, style ou courant de mode.
De son côté, la haute couture parisienne, déjà en déclin depuis de nombreuses années malgré l'euphorie de la décennie précédente, subit des récessions économiques et la chute du nombre de clientes, ainsi que le renouveau du prêt-à-porter luxueux des italiens ou abordable par les américains. Les marques, jusque-là le plus souvent indépendantes, sont regroupées peu à peu dans de grands groupes de luxe tels LVMH, ou Pinault-Printemps-Redoute à la fin de la décennie. Le sac à main, source de revenus complémentaires, devient un élément primordial pour ces marques, au même titres que les lignes complémentaires de prêt-à-porter et accessoires.

## Historique
La mode d'alors subit de nombreux bouleversements ; la récession du début des années 1990 entraîne un refus de la mode matérialiste ostentatoire des années 1980, elle est sombre et conceptuelle. La Guerre du Golfe marque un recul de la haute couture et des ventes de parfums en boutiques hors taxes. Comme s'ils souhaitaient se retourner sur le passé, de nombreux créateurs et marques reprennent des éléments clefs des trente dernières décennies. Les années 1960 et 1970 inspirent plusieurs collections.
Si la haute couture a été de tout temps une influence pour la rue, la mode en général puise également son inspiration de cette rue. Le sportswear est l'amalgame des tenues sportives et du prêt-à-porter, essentiellement américain ; la musique techno ou l'acid house engendrent une culture qui développe ses propres codes vestimentaires,. Le streetwear et la mode hip-hop, apparues à la fin de la décennie précédente restent dynamiques. Le succès du rock alternatif dès 1991 répand le grunge, ce mélange de superpositions de vêtements colorés et style débraillé avec boots, hérité de la mode punk et hippie,. En parallèle du grunge, le kinderwhore apparait. Reprenant les symboles de ce mouvement, la « Couture » ne rencontre pas le succès, les clientes de celle-ci attendant traditionnellement des vêtements plus strictes. Le piercing et le tatouage apparaissent comme un complément classique de la tenue vestimentaire, et se diffusent dans toutes les couches de la société,. À cette époque la mode commence à être valorisée comme une forme intellectuelle, les stratégies de mode alternative font partie du format commercial[source insuffisante]. La résistance aux tendances généralement acceptées devient alors l'un des principes fondamentaux de la mode. Les éléments de deconstruction du costume deviennent un élément de la mode commerciale.
Loin du grunge et de la mode de rue, les créateurs italiens, milanais, établissant une mode colorée, sexy, et sophistiquée, sont en première place dans les médias ; leurs créations sont dynamiques, souvent à base d'imprimés, de broderies dorées ou de véritable fourrure. « Glamour » est le maître-mot durant toute la décennie pour ces stylistes qui ne verront pas leur succès faiblir. Les stars du cinéma ou de la musique s'affichent en marques italiennes, donnant une visibilité mondiale à celles-ci. Malgré tout, Paris reste le centre mondial de la mode, bénéficiant de l'influence de créateurs nationaux ou étrangers,, comme plusieurs créateurs japonais installés dès les années 1980, ou les Six d'Anvers établis dans la capitale française et qui présentent une mode majoritairement monochrome, minimaliste, ou « déconstructive », promouvant le mouvement Anti-fashion (« anti-mode ») qui s'est instauré auparavant.
Cette anti-mode est soutenue par la vague des « modernistes » qui diffusent leurs créations minimalistes, décontractées, épurées, mais féminines et élégantes dans des tons les plus souvent neutres. Ce courant moderniste est représenté par quelques très rares créateurs mais a un retentissement important. Insufflée par ce courant, la discrétion et surtout la disparition du logo sera une tendance de cette fin de décennie pour toutes les marques,.
La mode « écoresponsable » par l'usage de produits naturels,, la mode durable, mais aussi l'« authenticité » avec des créations aux inspirations ethniques, arrivent peu à peu sur le devant de la scène.
En réponse à ces aspirations ethniques, l'Asie et le Proche-Orient entrent dans les collections des stylistes et couturiers vers le milieu des années 1990. Cette période de milieu de décennie voit parfois le retour de certains aspects des années 1980, comme les épaules accentuées, héritage du Power dressing.
La mode masculine s’adoucit, la silhouette s'affine. Les tailleurs anglais accueillent une nouvelle génération, le costume sur mesure retrouve son intérêt auprès d'une clientèle plus jeune. Tendance initié aux États-Unis, l'uniforme pour le travail s'autorise des moments plus décontracté.
Le milieu des années 1990 voit également la naissance du mouvement des « cyber-modes », vêtements futuristes ou industriels faisant usage de matières techniques alors nouvelles dans l’habillement telles que le néoprène ou des microfibres ; celui-ci trouve de multiples sources issues de la mode punk, de la science-fiction, du virtuel, des tenues de sport, de la mode fétichiste et même de films comme les Mad Max. La technique s'incruste également dans les défilés qui deviennent des spectacles destinés à être filmés puis diffusés.
Les maisons parfois familiales sont concentrées peu à peu dans de grands groupes de luxe. Le plus important, LVMH, participe à la mutation de la mode, par ses acquisitions, mais également par ses nominations de jeunes créateurs à la tête des maisons qu'il possède. Ces derniers, surtout les britanniques, vont présenter une mode théâtralisée, transformant leurs défilés en démonstrations conceptuelles. Le défilé n'est plus destiné à présenter le vêtement qui sera disponible en boutique, mais la créativité est omniprésente. Malgré tout, le modèle économique de la haute couture s'épuise face à tous ses bouleversements.
Alors que jusqu'ici cohabitaient principalement deux lignes de produits — le luxe et le prêt-à-porter — au sein des maisons les plus prestigieuses, celles-ci vont diversifier à outrance leurs gammes de produits et lignes, ; les accessoires, et plus particulièrement les sacs, dont la dimension va croitre peu à peu au cours de la décennie, deviennent un marché primordial.
Dans la prolongation de la mode sexy des Italiens qui triomphe toujours année après année, le Porno chic du trio Ford-Roitfeld-Testino devient une tendance très présente dans la publicité et les magazines, jusqu'à influencer de nombreux autres créateurs.
Mais la crise économique asiatique entraîne une chute de la consommation pour toutes les maisons de mode ; celles-ci présentent par la suite des collections très sobres. Jusque-là occasionnel, le minimalisme est plus que jamais d'actualité. L'autre tendance qui cohabite — temporairement — dans les collections vers la fin de ces années est le « Bohème chic », un style bohémien, fluide et coloré.
La fin du siècle a rejeté l'Antifashion dont il ne reste qu'une partie du courant minimaliste, tandis que le sportswear a traversé l'époque et le grunge marqué celle-ci. Versace, McQueen, Galliano et Chanel avec Lagerfeld sont des noms incontournables du luxe. Tommy Hilfiger, Calvin Klein ou Ralph Lauren continuent à étendre leurs empires, ainsi que Gap ou Zara. Toutes les capitales du monde veulent leur Fashion week.

### Médias

#### Mannequins
Dans la continuité de leurs importantes carrières des années 1980, les Supermodels Christy Turlington, Linda Evangelista ou Naomi Campbell sont omniprésentes en couverture des magazines et dans les publicités. Claudia Schiffer voit sa carrière lancée à la suite d'une publicité pour les jeans Guess photographiée par Ellen von Unwerth. Mais une nouvelle génération de mannequins arrive avec la vague du grunge et de l'Antifashion, dont Kate Moss sera la plus emblématique représentation. Celle-ci, alors âgée de seize ans, apparaît pour la première fois en juillet 1990 dans le magazine The Face. D'autres mannequins, repoussant les canons du glamour, incarnent les goûts de la Génération X.
Dans la lignée de Kate Moss, le milieu de la décennie voit apparaître plusieurs mannequins très maigres ou prépubères, parfois rattachés à la tendance « Héroïne chic », pour finalement revenir en quelque temps à des femmes plus glamour.

#### Photographes
Steven Meisel devient une star de la photographie grâce à ses publicités pour Dolce & Gabbana, Valentino, Gap, ou Calvin Klein ; il est suivi de Ellen von Unwerth, alors peu connue au début de cette époque, qui introduit un érotisme propre à son habitude. Patrick Demarchelier devient le portraitiste personnel de Lady Diana après avoir publié des photos de la princesse dans le British Vogue. Kate Moss pose pour les campagnes publicitaires de Calvin Klein sous l'objectif de son ex-petit ami Mario Sorrenti. Le Calendrier Pirelli invite tous les plus grands photographes : Herb Ritts, Richard Avedon, Peter Lindbergh, Bruce Weber.

#### Magazines
La vague des créateurs italiens des années 1990, dont Versace, est poussée par le Vogue Italia, devenu influent depuis sa reprise par Franca Sozzani quelques années avant.
Plusieurs magazines de mode jouent un rôle notable sur la mode : le tout jeune anglais Dazed & Confused renouvelle le genre par une approche graphique jamais vue, Visionaire (en) est lancé, il sera plus tard décliné en V. En France, le magazine Depeche Mode talonne les ventes des deux institutions que sont le Vogue français et L'Officiel Paris. Liz Tilberis quitte le British Vogue pour rejoindre le Harper's Bazaar américain.
Le succès des magazines people va en grandissant ces années-là, mettant sur le devant des personnalités ; certaines marques ont bien compris l'intérêt publicitaire que cela représente, l'époque de la « culture des célébrités » débute. Vogue termine le siècle par un numéro Millenium Special avec trois générations de mannequins en couverture dont Lauren Hutton qui a tant fait de couvertures au cours de sa arrière, Iman l'égérie de Saint Laurent, Paulina Porizkova, Stephanie Seymour la protégée d'Alaïa à ses débuts, Patti Hansen, Kate Moss ou Gisele Bündchen qui va devenir un immense top-model.

#### Télévision et cinéma
Julia Roberts se transforme dans Pretty Woman, chaque détail de sa garde-robe montre l'évolution de son personnage,. MC Hammer triomphe avec son titre U Can't Touch This et popularise la mode du « pantalon parachute » rapidement renommé le « pantalon Hammer ». La série AbFab rencontre le succès : les vêtements, parfois ridicules, des deux protagonistes sont au centre de chaque épisode. Pulp Fiction impose le look d'Uma Thurman. Jennifer Aniston porte, pour les deux premières saisons de Friends, une coupe de cheveux, The Rachel, qui devient rapidement un phénomène de mode,.

## Chronologie sélective

### 1990
- Janvier : Première ligne de prêt-à-porter masculine par Dolce & Gabbana, un an après le lancement des collections lingerie et maillots de bain.
- Rifat Özbek (en), créateur reconnu depuis les années précédentes, présente une collection toute blanche intitulée New Age[6],[n 13].
- Madonna est habillé de l'iconique lingerie rose aux seins coniques créé par Jean Paul Gaultier.
- Lancement de la ligne plus jeune Versus par Versace ; Donatella Versace en prend la responsabilité.
- Carla Sozzani ouvre sa galerie d'art à Milan, mélangeant mode, design, et photographie ainsi que sa boutique.
- Bien que le mouvement connaisse son apogée à la fin de la décennie, cette année est retenue symboliquement comme début du ganguro, courant de mode japonais ; cette même époque voit également émerger le Lolita[57].

### 1991
- Azzedine Alaïa créé une petite collection pour Tati.
- Karl Lagerfeld renouvelle le célèbre tailleur Chanel en l'associant avec un jeans lors de la collection de prêt-à-porter hivernale.
- Vivienne Westwood est nommée « Créatrice de l'année » en Angleterre. Elle sera une seconde fois récompensée de la même façon trois ans plus tard pour sa marque Red Label[58].
- Pierre Cardin organise un défilé sur la place Rouge à Moscou ; 200 000 personnes seront présentes[56].

### 1992
- Collection automne-hiver Bondage de Versace. La même année, Sting se marie en Versace.
- Plus d'une décennies après ses débuts rencontrant le succès, Thierry Mugler signe sa première collection en haute couture.

### 1993
- Miuccia Prada lance Miu Miu.
- Karl Lagerfeld présente à Milan pour Fendi une collection en noir et blanc avec des strip-teaseuses.
- Février : première collection Alexander McQueen au Hôtel Ritz de Londres.
- Ouverture d'une boutique Jil Sander à Paris, dans les anciens locaux de la maison Vionnet.
- Août : le Vogue américain publie la série de photographies The Great Plain.
- Jean-Charles de Castelbajac réalise deux collections pour Courrèges.
- Oscar de la Renta dessine pour la première fois la haute couture de Balmain.
- Patagonia fabrique des vêtements en polaire issus de son programme de recyclage.
- Madonna commande 1 500 costumes pour sa tournée de 1993 à Dolce & Gabbana[46].

### 1994
- Tom Ford est nommé directeur artistique de Gucci.
- avril : Marc Jacobs fait un retour remarqué après avoir été renvoyé de chez Perry Ellis quelque temps auparavant.
- 18 septembre : mort de Franco Moschino.
- Liz Hurley, alors actrice relativement inconnue, porte ce qui deviendra l'iconique That Dress de Versace et connait par la suite une consécration mondiale.
- Paul Smith, jusque-là cantonné à la mode masculine, créé sa première collection féminine.
- Eva Herzigova pose pour la publicité Wonderbra : en France, le slogan est « Regardez-moi dans les yeux... j'ai dit les yeux ».

### 1995
- Mars : apogée de sa carrière, Thierry Mugler présente une armure de métal pesant 30 kg sur un mannequin transformé alors en une sorte de robot.
- Rei Kawakubo fait défiler des hommes en pantalons rayés et crânes rasés, entretenant de nombreuses critiques[59].
- Bernadette Chirac offre un sac à Diana Spencer ; celui-ci va rapidement être appelé le Lady Dior.
- Le Council of Fashion Designers of America remet le prix du « Designer Homme de l’année » à Tommy Hilfiger.
- La collection automne-hiver de Gucci par Tom Ford, qui abonde de velours et de satins, est un triomphe[60].

### 1996
- La maison Vionnet s'installe place Vendôme.
- Céline (qui est financée par Bernard Arnault depuis les années 1980) et Loewe entrent chez LVMH ; Michael Kors assure la direction artistique de Céline dès l'année suivante, ainsi que Narciso Rodriguez chez Loewe.
- Hedi Slimane entre chez Yves Saint Laurent et Alexander McQueen chez Givenchy.
- Ann Demeulemeester présente sa première collection masculine.
- Création de la Semaine de la mode de São Paulo.
- Création de la marque Sessùn.
- Présentation de la collection historique Lumps & Bumps de Rei Kawakubo.

### 1997
- John Galliano arrive chez Dior.
- Stella McCartney entre comme styliste chez Chloé.
- Martin Margiela est à la direction artistique de la ligne féminine de Hermès.
- Balenciaga embauche Nicolas Ghesquière comme directeur artistique pour son prêt-à-porter.
- Première ligne de vêtements par Marc Jacobs sous la marque Louis Vuitton ; il y restera seize ans.
- Création du sac baguette par Sylvia Venturini Fendi ; un succès immédiat[56].
- Janvier : première collection Givenchy en haute couture pour Alexander McQueen.
- Jean Paul Gaultier présente sa première collection en haute couture.
- Juillet : Gianni Versace est assassiné à Miami ; sa suite est assurée par sa sœur Donatella.
- Création de la marque Juicy Couture.

### 1998
- Le couturier Yves Saint Laurent cesse de dessiner le prêt-à-porter de sa marque, conservant uniquement la haute couture. Albert Elbaz va le remplacer.
- Vivienne Westwood lance en mars à Milan la marque Anglomania reprenant ces modèles phares des années 1970.
- Lancement de la ligne plus jeune Just Cavalli par Roberto Cavalli.
- La journaliste Cathy Horyn rejoint l'équipe du New York Times ; elle y restera quinze ans.

### 1999
- PPR achète le Gucci Group NV et Gucci achète Yves Saint Laurent à l'exception de la haute couture.
- LVMH - Moët Hennessy Louis Vuitton entre majoritairement au capital de Fendi.
- La réinterprétation de La Mort du cygne par Shalom Harlow lors de la collection printemps-été 1999 est l'apogée des défilés de Alexander McQueen[34],[11].
- Hussein Chalayan reçoit le prix du Designer britannique de l'année (en) ; il sera récompensé de façon identique l'année suivante.
- Helmut Lang vend son entreprise au groupe Prada.